# Teupin Keubeu (Matangkuli)
Teupin Keubeu is een bestuurslaag in het regentschap Aceh Utara van de provincie Atjeh, Indonesië. Teupin Keubeu telt 502 inwoners (volkstelling 2010).